# 天主教埃及亞歷山大宗座代牧區
天主教埃及亞歷山大宗座代牧區（拉丁語：Vicariatus Apostolicus Alexandrinus Aegypti）是埃及一個羅馬天主教宗座代牧區，直屬聖座。
埃及暨阿拉伯宗座代牧區於1839年5月18日成立，1951年1月改稱埃及亞歷山大宗座代牧區。
宗座代牧區負責牧養埃及的羅馬禮信眾，宗座代牧駐於亞歷山卓，而主教座堂位於開羅（其他教區皆屬東儀天主教會）。宗座代牧區於2010年時有22,270名教友、16個堂區和99名司鐸。
現任宗座代牧為克勞狄·盧拉蒂，榮休宗座代牧為若瑟·鮑薩爾杜。